# Stare Žage
Stare Žage (nemško: Altsag) so naselje v Občini Dolenjske Toplice.
Stare Žage ležijo v Črmošnjiško-Poljanski dolini, ki je bila najvzhodnejši del kočevarskega jezikovnega otoka, iz katerega se je leta 1941 večina nemško govorečih Kočevarjev izselila. Od marca 2012 v kraju deluje Zavod za ohranitev kulturne dediščine Mošnice - Moschnitze, ki si prizadeva za ohranjanje kočevarske kulturne dediščine. Zavod je v Kočevskih Poljanah pri cerkvi sv. Andreja uredil večnamensko Dvorano Augusta Schaura. Zavod Mošnice - Moschnitze je med drugim izdal več publikacij: knjigo o arhitekturni podobi Črmošnjiško- Poljanske doline ˝Les in (ni) kamen˝ avtorjev Andreja Černeta in Zmaga Blatnika, kuharsko knjigo ˝Kuhinja Kočevarjev˝, ki jo je uredila Maridi Tscherne in dve otroški slikanici v treh jezikih; slovenščini, kočevarščini in nemščini. Knjižici ˝Skrivnostni varuh gozda˝ in ˝Sanje in predanost˝ je napisala in v nemščino in kočevarščino prevedla Maridi Tscherne, slikovno pa ju je opremila Irena Kapš.   
V vasi od septembra 2012 deluje tudi Turistično društvo pod Srebotnikom. Turistično društvo si poleg večje turistične ponudbe prizadeva za ohranjanje kočevarskih običajev, pripravlja miklavževanje, pustno rajanje, različne pohode, pogostitve ob prireditvah itd.